# 말로야로슬라베츠

시 문장

말로야로슬라베츠(러시아어: Малояросла́вец)는 러시아 칼루가주 북동부에 위치한 도시로, 인구는 31,606명(2002년 기준)이다. 칼루가(칼루가 주의 주도)에서 북동쪽으로 61km 정도 떨어진 곳에 위치하며 루자 강 우안과 접한다. 14세기 말 블라디미르 안드레예비치가 건설했으며 "야로슬라베츠"라는 이름은 그의 아들 이름인 야로슬라브에서 유래된 이름이다. 1485년 모스크바 대공국에 병합되었고 야로슬라블과 구별하기 위해 도시 이름도 "말로야로슬라베츠"로 바뀌게 된다. 1776년 시로 승격되었다.

## 자매 도시
- 벨라루스 바리사우
- 이탈리아 이스키아섬
- 러시아 세르푸호프
- 러시아 알렉신